# 고틀리프 시크
고틀리프 시크(Gottlieb Schick, 1776년 8월 15일~1812년 5월 7일)는 독일의 신고전주의 화가다.

## 개요
낭만주의적 경향을 띄는 역사화, 인물화, 풍경화 등을 그렸다. 그 중 인물화로 가장 유명하다. 1787년부터 호에 카를스슐레 군사학교의 필립 프리드리히 폰 헷취 밑에서 공부했고, 1795년부터 요한 하인리히 폰 다네커, 1798년부터 1802년까지 자크루이 다비드의 스튜디오에서 공부했다. 1802년부터 1811년까지 이탈리아의 수도인 로마에서 머물면서 그의 작품이 낭만주의적 성격을 띄게 되었다.